# Jane Baxter
Jane Baxter (9 de setembro de 1909 — 13 de setembro de 1996) foi uma atriz inglesa. Sua carreira no teatro durou meio século e já atuou no cinema e na televisão. Baxter passou sua juventude na Alemanha; seu pai era irlandês, e sua mãe era alemã. Baxter chegou a Londres aos seis anos e estudou atuação na Academia Italia Conti. A estreia de Baxter nos palcos foi no Teatro Adelphi, em Londres, em 1925, no musical Love's Prisoner. Fez sua estreia no cinema em 1930 no filme Bed and Breakfast e passou a atuar em várias produções durante a década de 1930, sendo a mais famosa Blossom Time, com Richard Tauber, em 1934.

## Vida pessoal
Baxter se casou com o piloto automobilístico Clive Dunfee, em 1930, e testemunhou a morte dele numa corrida em Brooklands, dois anos depois. Casou-se novamente, em 1939, com Arthur Montgomery, com quem teve duas filhas e um filho.

## Morte
Jane Baxter morreu em 1996, quatro dias após completar 87 anos, vítima de câncer no estômago.